# 卡奇·基拉伊
卡奇·基拉伊（英語：Karch Kiraly，1960年11月3日—），是一名來自美国的排球、沙滩排球运动员及教练。現時為美国國家男子排球队主教練。
在2013年至2024年間曾擔任美国國家女子排球队主教練，並於2024年10月因原美国國家男子排球队主教練約翰·斯伯羅升任美國排協主席而轉任美国國家男子排球队主教練。

## 生涯
他曾代表美国参加1984年、1988年和1996年夏季奥林匹克运动会，获得三枚金牌。
他任美国女子排球队教练，率领队伍获得2014年世界女子排球锦标赛冠军和2020年東京奧運會冠军。